# Neckarwestheim
Neckarwestheim è un comune tedesco di 3 539 abitanti, situato nel land del Baden-Württemberg.
- Centrale nucleare di Neckarwestheim